# Sergio García (Rennfahrer)
Sergio García Dols (* 22. März 2003 in Burriana) ist ein spanischer Motorradrennfahrer, der zuletzt in der Moto2-Klasse für das MT Helmets – MSI-Team an den Start ging. Bei seiner Debütsaison 2023 gewann er in der mittleren Kategorie den Titel Rookie of the Year. Seinen größten Erfolg allerdings fuhr er in der Saison 2022 ein, als er in der Moto3 hinter seinem damaligen Teamkollegen Izan Guevara Vizeweltmeister wurde.

## Statistik

### Erfolge
- 2018 – Vizemeister der FIM-CEV-Repsol-Moto3-Meisterschaft
- 2023 – Moto2-Rookie of the Year auf Kalex
- 9 Grand-Prix-Siege

### In der Motorrad-Weltmeisterschaft
(Stand: Großer Preis von Deutschland, 13. Juli 2025)
| Saison | Klasse | Team                   | Motorrad   | Rennen | Siege | Zweiter | Dritter | Poles | Schn. Runden | Punkte | Ergebnis |
| ------ | ------ | ---------------------- | ---------- | ------ | ----- | ------- | ------- | ----- | ------------ | ------ | -------- |
| 2019   | Moto3  | Estrella Galicia 0,0   | Honda      | 17     | 1     | 1       | –       | –     | –            | 76     | 15.      |
| 2020   | Moto3  | Estrella Galicia 0,0   | Honda      | 15     | –     | 2       | –       | –     | 3            | 90     | 9.       |
| 2021   | Moto3  | GasGas Aspar Team      | GasGas     | 16     | 3     | 3       | –       | 1     | 1            | 188    | 3.       |
| 2022   | Moto3  | GasGas Aspar Team      | GasGas     | 20     | 3     | 2       | 5       | 1     | –            | 257    | 2.       |
| 2023   | Moto2  | Pons Wegow Los40       | Kalex      | 20     | –     | –       | –       | –     | –            | 84     | 15.      |
| 2024   | Moto2  | MT Helmets – MSi       | Boscoscuro | 20     | 2     | 1       | 2       | 1     | 1            | 191    | 4.       |
| 2025   | Moto2  | QJMotor – Frinsa – MSi | Boscoscuro | 5      | –     | –       | –       | –     | –            | 3      | 27.      |
| Gesamt | Gesamt | Gesamt                 | Gesamt     | 112    | 9     | 9       | 7       | 3     | 5            | 889    |          |

Grand-Prix-Siege
| Saison | Klasse | Rennen                           |
| ------ | ------ | -------------------------------- |
| 2019   | Moto3  | Valencia                         |
| 2021   | Moto3  | Frankreich Katalonien Osterreich |
| 2022   | Moto3  | Argentinien Portugal Italien     |
| 2024   | Moto2  | USA-Texas Frankreich             |

Einzelergebnisse
| Saison | 1        | 2           | 3           | 4          | 5          | 6          | 7                      | 8              | 9           | 10                     | 11          | 12                     | 13         | 14             | 15                            | 16             | 17         | 18             | 19         | 20       | 21       | 22       |
| ------ | -------- | ----------- | ----------- | ---------- | ---------- | ---------- | ---------------------- | -------------- | ----------- | ---------------------- | ----------- | ---------------------- | ---------- | -------------- | ----------------------------- | -------------- | ---------- | -------------- | ---------- | -------- | -------- | -------- |
| 2019   | Katar    | Argentinien | USA-Texas   | Spanien    | Frankreich | Italien    | Katalonien             | Niederlande    | Deutschland | Tschechien             | Osterreich  | Vereinigtes Konigreich | San Marino | Aragonien      | Thailand                      | Japan          | Australien | Malaysia       | \|\| \|\|  |          |          |          |
| 2019   |          | DNS         | 19          | DNF        | DNF        | 13         | DNF                    | 15             | 11          | DNF                    | 27          | 19                     | DNF        | 7              | 14                            | 5              | DNF        | 2              | 1          |          |          |          |
| 2020   | Katar    | Spanien     | Andalusien  | Tschechien | Osterreich | Steiermark | San Marino             | Emilia-Romagna | Katalonien  | Frankreich             | Aragonien   |                        | Europa     | Valencia       | \|\| \|\| \|\| \|\| \|\| \|\| |                |            |                |            |          |          |          |
| 2020   | 11       | 17          | 8           | 16         | 16         | 10         | 25                     | 17             | 4           | 11                     | 19          | DNF                    | 2          | 2              | 4                             |                |            |                |            |          |          |          |
| 2021   | Katar    | Katar       | Portugal    | Spanien    | Frankreich | Italien    | Katalonien             | Deutschland    | Niederlande | Steiermark             | Osterreich  | Vereinigtes Konigreich | Aragonien  | San Marino     | USA-Texas                     | Emilia-Romagna | Portugal   | \|\| \|\| \|\| |            |          |          |          |
| 2021   | 4        | 23          | 8           | 13         | 1          | 9          | 1                      | 7              | 2           | 2                      | 1           | 16                     | 18         | 4              | DNS                           | INJ            | DNF        | 2              |            |          |          |          |
| 2022   | Katar    | Indonesien  | Argentinien | USA-Texas  | Portugal   | Spanien    | Frankreich             | Italien        | Katalonien  | Deutschland            | Niederlande | Vereinigtes Konigreich | Osterreich | San Marino     | Aragonien                     | Japan          | Thailand   | Australien     | Malaysia   | \|\|     |          |          |
| 2022   | 2        | 4           | 1           | DNF        | 1          | 2          | 7                      | 1              | 4           | 3                      | 3           | DNF                    | 5          | DSQ            | 13                            | 4              | DNF        | 3              | 3          | 3        |          |          |
| 2023   | Portugal | Argentinien | USA-Texas   | Spanien    | Frankreich | Italien    | Deutschland            | Niederlande    | Kasachstan  | Vereinigtes Konigreich | Osterreich  | Katalonien             | San Marino | Indien         | Japan                         | Indonesien     | Australien | Thailand       | Malaysia   | Katar    | Valencia |          |
| 2023   | 15       | 5           | DNF         | 11         | 10         | 10         | 11                     | 13             | C           | DNF                    | 8           | 4                      | 11         | 4              | DNF                           | 8              | DNF        | DNF            | 25         | 17       | DNF      |          |
| 2024   | Katar    | Portugal    | USA-Texas   | Spanien    | Frankreich | Katalonien | Italien                | Niederlande    | Deutschland | Vereinigtes Konigreich | Osterreich  | Aragonien              | San Marino | Emilia-Romagna | Indonesien                    | Japan          | Australien | Thailand       | Malaysia   | \|\|     |          |          |
| 2024   | 3        | 6           | 1           | 4          | 1          | 2          | 4                      | 3              | 7           | 4                      | 14          | DNF                    | 12         | DNF            | DNF                           | 14             | 9          | 12             | 14         | 6        |          |          |
| 2025   | Thailand | Argentinien | USA-Texas   | Katar      | Spanien    | Frankreich | Vereinigtes Konigreich | Aragonien      | Italien     | Niederlande            | Deutschland | Tschechien             | Osterreich | Ungarn         | Katalonien                    | San Marino     | Japan      | Indonesien     | Australien | Malaysia | Portugal | Valencia |
| 2025   | INJ      | INJ         | INJ         | 19         | 22         | 13         | 16                     | 20             |             |                        |             |                        |            |                |                               |                |            |                |            |          |          |          |

| Legende  | Legende            | Legende                                                          |
| Farbe    | Abkürzung          | Bedeutung                                                        |
| -------- | ------------------ | ---------------------------------------------------------------- |
| Gold     | –                  | Sieg                                                             |
| Silber   | –                  | 2. Platz                                                         |
| Bronze   | –                  | 3. Platz                                                         |
| Grün     | –                  | Platzierung in den Punkten                                       |
| Blau     | –                  | Klassifiziert außerhalb der Punkteränge                          |
| Violett  | DNF                | Rennen nicht beendet (did not finish)                            |
| Violett  | NC                 | nicht klassifiziert (not classified)                             |
| Rot      | DNQ                | nicht qualifiziert (did not qualify)                             |
| Rot      | DNPQ               | in Vorqualifikation gescheitert (did not pre-qualify)            |
| Schwarz  | DSQ                | disqualifiziert (disqualified)                                   |
| Weiß     | DNS                | nicht am Start (did not start)                                   |
| Weiß     | WD                 | zurückgezogen (withdrawn)                                        |
| Hellblau | PO                 | nur am Training teilgenommen (practiced only)                    |
| Hellblau | TD                 | Freitags-Testfahrer (test driver)                                |
| ohne     | DNP                | nicht am Training teilgenommen (did not practice)                |
| ohne     | INJ                | verletzt oder krank (injured)                                    |
| ohne     | EX                 | ausgeschlossen (excluded)                                        |
| ohne     | DNA                | nicht erschienen (did not arrive)                                |
| ohne     | C                  | Rennen abgesagt (cancelled)                                      |
| ohne     | keine WM-Teilnahme |                                                                  |
| sonstige | P/fett             | Pole-Position                                                    |
| sonstige | 1/2/3/4/5/6/7/8    | Punktplatzierung im Sprint-/Qualifikationsrennen                 |
| sonstige | SR/kursiv          | Schnellste Rennrunde                                             |
| sonstige | *                  | nicht im Ziel, aufgrund der zurückgelegten Distanz aber gewertet |
| sonstige | ()                 | Streichresultate                                                 |
| sonstige | unterstrichen      | Führender in der Gesamtwertung                                   |